# Йоахім Потоцький (львівський староста)
Йоахім Потоцький (пол. Joachim  Potocki; 17 лютого 1764, Кам'янець-Подільський) — польський шляхтич, воєначальник, урядник, колекціонер.

## Життєпис

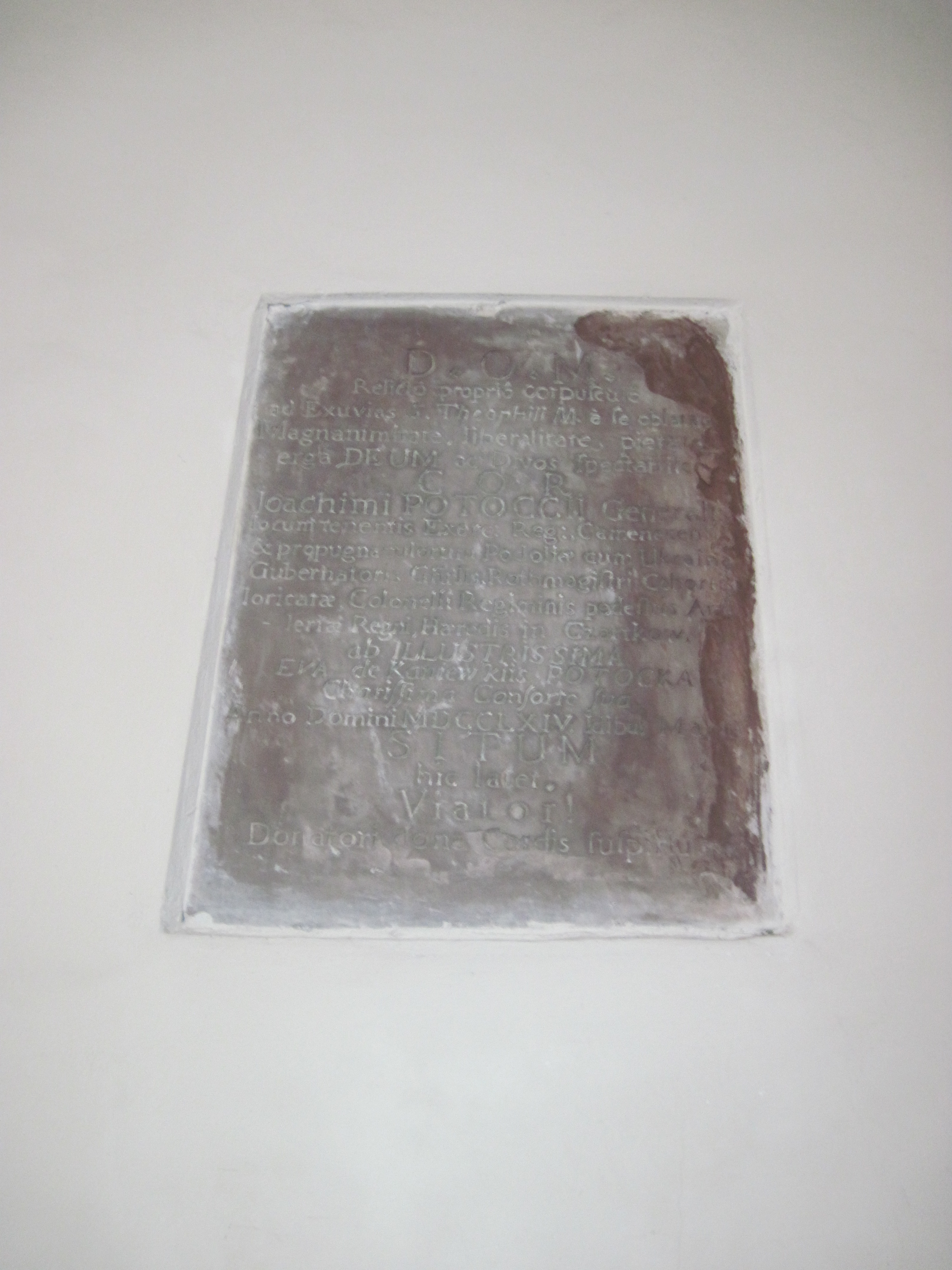
Пам'ятна дошка Йоаохіма Потоцького, Чортків, костел, осінь 2014

Син коронного референдаря, львівського старости Стефана Потоцького та його дружини Констанції з Денгоффів.
8 серпня 1729 року батько відступив йому Львівське гродове староство, виробив визнання повноліття. Присягу склав на замку Львова за присутности руського воєводи Яна Станіслава Яблоновського 5 грудня 1729. Був ув'язнений російськими військами у Ґданську в 1735 р.
Від батька у спадок отримав права власности на Чортків, володів також Білобожницею поблизу міста. Зареєстрований хресним батьком під час хрещень у костелах у Бучачі.
У 1761 році завдяки фундушам замість палісадів у Кам'янці на Поділлі за його сприяння було зведено мури. Також намагався укріпити замок у Білій Церкві.
Посади: львівський староста у 1729–1754 роках, ґенеральний комендант фортець.

Військові звання: полковник коронної артилерії з 1745 р., ґенерал-майор коронних військ з 1750 р., ґенерал-лейтенант коронних військ з 1754 р.

У Чортківському замку зібрав колекцію-галерею родинних портретів.
Помер після тривалої хвороби, його серце було поховане в урні, поміщеній у старому костелі Чорткова (нині на стіні костелу святого Станіслава (Чортків) є пам'ятна таблиця з епітафією, перенесена зі старого костелу). Портрет розташовувався вище таблиці.

### Сім'я
Був одружений з Евою з Канєвських — дочкою луцького чесника (померла після 1774 р.). Діти:
- Вінцентій Ґавел — ротмістр цісарських військ, член Галицького станового сейму,
- Кристина — дружина Київського підстолія Єжи Дуніна-Вонсовича,
- Маріанна —  дружина Людвіка Вільги,
- Францішка — дружина Станіслава Костки Садовського[4],
- Констанція — дружина Юзефа Малаховского, Александра Потканьского.